# Франклинтон (Луизијана)
Франклинтон (енгл. Franklinton) град је у америчкој савезној држави Луизијана.

## Демографија
По попису из 2010. године број становника је 3.857, што је 200 (5,5%) становника више него 2000. године.
| Група             | 2000.         | 2010.         |
| Белци             | 1.709 (46,7%) | 1.776 (46,0%) |
| Афроамериканци    | 1.897 (51,9%) | 1.993 (51,7%) |
| Азијати           | 7 (0,2%)      | 5 (0,1%)      |
| Хиспаноамериканци | 18 (0,5%)     | 58 (1,5%)     |
| Укупно            | 3.657         | 3.857         |